# Estado-Maior do Exército (Portugal)
O Estado-Maior do Exército (EME) MHTE é o órgão de estudo, concepção e planeamento para apoio à decisão do Comando do Exército Português. O EME é dirigido por um oficial general designado "Adjunto para o Planeamento".
De observar que o comandante do Exército Português mantém o tradicional título de "Chefe do Estado-Maior do Exército (CEME)", apesar de já não ser responsável pela chefia direta do EME na organização atual.

## Organização
O Estado-Maior do Exército integra: 
1. Adjunto para o Planeamento - é um tenente-general responsável por dirigir o EME;
2. Diretor-Coordenador do Estado-Maior do Exército - é um major-general responsável por coadjuvar tecnicamente o Adjunto para o Planeamento;
3. Estado-Maior Coordenador (EMCoord) - é o principal elemento de apoio à decisão do CEME, responsável pelo planeamento a médio e longo prazo, garantindo a coordenação de todos os elementos do Exército. Compreende a Divisão de Recursos, a Divisão de Planeamento das Forças, a Divisão de Comunicações e Sistemas de Informação e a Divisão de Informações, Secção e Informações e Relações Públicas;
4. Estado-Maior Especial (EMEspecial) - é o elemento de apoio técnico e especializado ao CEME e ao EMCoord;
5. Unidade de apoio - é o órgão de apoio geral ao Comando do Exército, sendo composto por diversas secções: (Secção Guarnição e Segurança, Companhia de Serviços, Secção de Transportes e Reabastecimento, Secção de Pessoal, Secção de Operações Informação e Segurança, Posto Médico, Secção de Logística e Secção Financeira);
6. Sub-Registo do Exército - é um órgão de apoio, responsável pelo tratamento de matérias classificadas, no âmbito do Exército.[1]

## História
Até final do século XVII o órgão superior de planeamento do Exército Português era a Primeira Plana da Corte, que agrupava os oficiais generais e outros oficiais superiores. A partir de 1763, esse órgão começa a ser designado "Estado-Maior".
Pelo decreto de 29 de julho de 1823, são reguladas as responsabilidades de alguns dos órgãos superiores do Exército, entre as quais a Repartição do Chefe do Estado-Maior-General, subordinada ao Comandante em Chefe do Exército. Esta é chefiada pelo Chefe do Estado-Maior, coadjuvado por um subchefe do Estado-Maior e inclui duas divisões, a primeira responsável pelo pessoal e a segunda responsável pela logística.
Na reorganização do Exército de 1835, aparece o Estado-Maior do Exército com as funções e o modelo básico de organização actual.
A 4 de novembro de 2018, foi agraciado com o grau de Membro-Honorário da Ordem Militar da Torre e Espada, do Valor, Lealdade e Mérito. A 10 de junho de 2021, foi agraciado com o grau de Membro-Honorário da Ordem Militar de Cristo.